# Tim Ilsø
Tim Ilsø (født 1. juli 1976) er en tidligere dansk fodboldspiller og fodboldtræner. Som spiller spillede Ilsø mere end 300 førsteholdskampe for Boldklubben Frem, først som angriber, senere som midtbane eller forsvarer og til sidst som angriber. Tim Ilsø har bl.a. været topscorer for Frem. Han var senere også spillende assistenttræner i Frem. Han blev i sommeren 2016 ny cheftræner for Frederiksberg Alliancen 2000.